# O Fader vår, barmhärtig, god
O Fader vår, barmhärtig, god är en kristen psalm. Texten är skriven av Olaus Petri år 1526 bearbetad av Johan Olof Wallin 1816 samt av Anders Frostenson år 1983. 
Musiken är medeltida/Magdeburg från 1524 och användes enligt 1937 års psalmbok också till psalmen Gud över oss förbarmar sig. Enligt 1921 års koralbok med 1819 års psalmer används en melodi hämtad ur Teutsch Kirchenampt från 1525 och Strasbourg.

## Publicerad i
- Swenske Songer eller wisor 1536 med titeln O fader wor barmhertig och godh.[1]
- 1572 års psalmbok med titeln O Fader wår barmhertigh och godh under rubriken "Te Lucis ante terminum".[2]
- Göteborgspsalmboken under rubriken "Om then H. Trefaldigheet".[3]

- 1695 års psalmbok, som nr 188 under rubriken "Om then Hel. Trefallighet"
- 1819 års psalmbok, som nr 21 under rubriken "Guds enhet och treenighet".
- Sionstoner 1889, som nr 435 med verserna 1-4, under rubriken "Psalmer. Den treeniga Gudens nåd."
- Sionstoner 1935, som nr 25 under rubriken "Inledning och bön
- 1937 års psalmbok, som nr 25 under rubriken "Trefaldighetspsalmer".
- Lova Herren 1988, som nr 242 under rubriken "Gemenskap i bön och Ordets betraktande".
- 1986 års psalmbok, som nr 372 under rubriken "Ordet".